# Gotōda Masaharu
Gotōda Masaharu (後藤田 正晴, sinh ngày 09 tháng 8 năm 1914 - 19 tháng 9 năm 2005), là chính trị gia người Nhật Bản đã từng là Bộ trưởng Nội vụ, Bộ trưởng Xây dựng, giám đốc Cơ quan Cảnh sát Quốc gia, công chức phục vụ chủ yếu cho nội các của thủ tướng Nakasone Yasuhiro. Ông có các biệt danh như "Dao cạo Gotoda", " Andropov của Nhật Bản", "Joseph Fuché của Nhật Bản" v.v...
.
.